# Petites sœurs de Sainte Thérèse de l'Enfant Jésus
Les Petites sœurs de Sainte Thérèse de l'Enfant Jésus forment une congrégation religieuse féminine hospitalière et enseignante de droit pontifical.

## Histoire

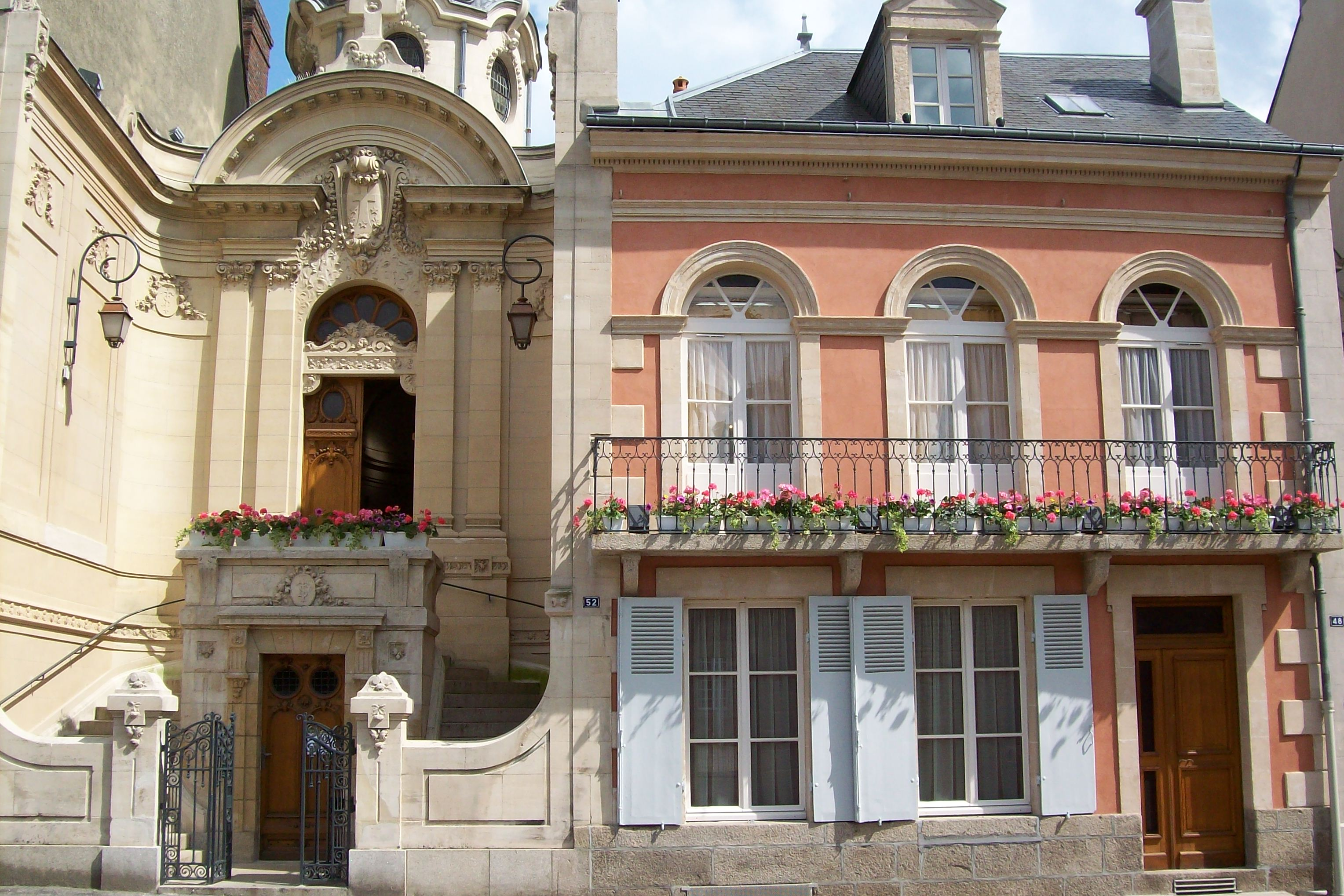
De 2008 à 2020, les Petites sœurs de Sainte Thérèse de l'Enfant Jésus accueillent les pèlerins qui viennent visiter la demeure de Louis et Zélie Martin et maison natale de Thérèse à Alençon.

La congrégation est fondée le 2 novembre 1923 à Imola par Sœur Marie Zanelli (1887-1957) et Don Joseph Mazzanti (1879-1954) sous le nom de pieuses ouvrières de l'Enfant-Jésusdans le but de témoigner de l'Amour Miséricordieux de Dieu par l'exemple de Thérèse de l'Enfant-Jésus et sa spiritualité de la « petite voie ».
La congrégation prend le nom de pieuses ouvrières de sainte Thérèse de l'Enfant-Jésus en 1925 à la suite de la canonisation de Thérèse de Lisieux. En 1935, elles prennent leur nom actuel sous la suggestion de Mère Agnès de Jésus, sœur de Thérèse de l'Enfant-Jésus et prieure du Carmel de Lisieux.
L'institut est agrégé à l'ordre des Carmes déchaux le 8 mai 1936 et obtient le décret de louange avec l'approbation des constitutions le 16 décembre 1949.
En 2008, à la demande de Jean-Claude Boulanger, évêque de Séez, elles remplacent les Oblates de Sainte Thérèse de l'Enfant Jésus pour l'accueil des pèlerins dans la maison natale de Thérèse à Alençon,. En 2020, elles laissent la place aux Carmélites messagères de l'Esprit Saint.

## Activités et diffusion
Les sœurs travaillent principalement dans des centres éducatifs pour mineurs, dans des foyers pour familles en difficulté et dans des écoles maternelles, ainsi qu'à l'assistance des malades.
Elles sont présentes en:
- Europe : Italie, Suisse.
- Amérique : Brésil, Mexique.
- Afrique : Kenya.

La maison-mère est à Imola.
En 2011, la congrégation comptait 116 sœurs dans 25 maisons.